# Тотемская учительская семинария
Тотемская учительская семинария — первое специализированное учебное заведение в Тотьме, готовившее учителей начальных классов.  Находится по адресу: улица Белоусовская, 40/66.

## История
Открыта 16 октября (по старому стилю) 1872 года.
Размещалась в каменном двухэтажном здании на углу улиц Торговой и Почтовой (ныне улицы Белоусовская и Ленина), купленном у купца Кокорева.
До 1910 года была единственным учебным заведением на Севере России по подготовке педагогических кадров.
Входила в состав Санкт-Петербургского учебного округа.
Первоначально в семинарии было только два класса, а в 1874 году добавился третий класс.
В 1878 году в стенах семинарии был открыт подготовительный класс.
Таким образом, срок обучения в семинарии составил 4 года.
В 1919 году семинария была преобразована в трехгодичные педагогические курсы по подготовке учителей для школ 1 ступени.
Позже, педкурсы были реорганизованы в педагогический техникум.
В 1937 году Тотемский педагогический техникум был реорганизован в педагогическое училище, которое просуществовало до 1957 года.

## Известные учащиеся
- Авксентьевский, Константин Алексеевич закончил 2-классное начальное училище.
- Жаков, Каллистрат Фалалеевич
- Никитин, Николай Никифорович — автор учебника «Геометрия» (1956).
- Чирков, Афанасий Михайлович закончил 2-классное начальное училище.